# Martin Nordegg
Martin Nordegg, geboren als Martin Cohn, (* 1868 in Schlesien; † 1948) war ein deutschstämmiger kanadischer Pionier. Nach ihm ist die unter Denkmalschutz stehende Stadt Nordegg im Südwesten der Provinz Alberta benannt.
Nachdem er in den Rocky Mountains ein riesiges Kohlevorkommen entdeckt hatte, war es ihm möglich, eine Stadt zu bauen, die fortan seinen Namen trug. 1955 wurde die Kohleförderung eingestellt, da die kanadischen Eisenbahnen zunehmend auf Diesel umstellten. Die Zahl der einst etwa 3000 Einwohner Nordeggs liegt heute bei etwa 200. Der Ort ist seit 2002 eine National Historic Site of Canada.

## Schriften
- The possibilities of Canada are truly great. Memoirs 1906–1924. Herausgegeben von T. D. Regehr. MacMillan of Canada, Toronto 1971.